# Roland Lundin
Kurt Roland Lundin, född 23 oktober 1941 i Stockholm, är en svensk filmfotograf och manusförfattare.
Han är sedan 1974 gift med förra Dramaten-chefen Ingrid Dahlberg (född 1941).

## Filmografi i urval

### Manus
- Rosen (1984)

### Foto
- Daisy & de Flygande Veteranerna (2008)
- Solveigs resa till det norra riket (2003)
- On the Waterfront II (1996)
- Rusar i hans famn (1996)
- Frihetsligan (1994)
- Morsarvet (1993)
- Det var en gång ... en liten flicka (1992)
- Jungfruresan (1988)
- Martyrer (1988)
- Min pappa är Tarzan (1986)
- Den nya banken (1985)
- Trekampen om mjölkkannan (1985)
- Jokerfejs - Härenstams blandning (1984)
- Rosen (1984)
- Henrietta (1983)
- Människan och jorden (1983)
- Två killar och en tjej (1983)
- Matterhorn (1982)
- Det stora barnkalaset (1981)
- Gyllene Tider - Parkliv (1981)
- Inter Rail (1981)
- Filmen om Anton Nilson. Till arbetarklassens barn (1980)
- Musik tillsammans (1980)
- Underbart är kort (1980)
- Jag är med barn (1979)
- En vandring i solen (1978)
- Peters baby (1978)
- Tjejerna gör uppror (1977)
- På palmblad och rosor (1976)
- På spaning ... (1974)
- Sanningens ögonblick (1974)
- De rödas uppror (1973)
- Ingmar Bergmans värld (1972)
- Pengar som växer (1971)
- Med andra ord (1970)
- Den vilda jakten på likbilen (1969)
- Deserter USA (1969)
- Jag älskar, du älskar (1968)
- En städad flykt (1967)
- Sanningen om nya Anna Susanna (1967)
- Yrke: Hemmafru (1967)
- Stinsen (1966)
- Mitt arv efter morbror (1965)
- Galopp i snö